# Програми проєктування електронних систем
Програми проєктування електронних пристроїв (англ. Electronic Design Automation, EDA) — комплекс програмних засобів для автоматизації розробки електронних пристроїв, створення мікросхем і друкованих плат, моделювання перехідних процесів, підготовки виробництва.
Комплекс дозволяє створити принципову електричну схему проєктованого пристрою за допомогою графічного інтерфейсу, створювати і модифікувати базу радіоелектронних компонентів, перевіряти цілісність ланок передачі сигналів на ній.
Сучасні програмні пакети дозволяють виконати автоматичне розставляння елементів і автоматично розвести доріжки на кресленні багатошарової друкованої плати, поєднуючи тим самим виводи радіоелектронних компонентів відповідно до принципової схеми. Введена схема безпосередньо або через проміжний файл зв'язків («netlist») може бути перетворена в заготовку проєктованої друкованої плати з різним ступенем автоматизації.
Системи автоматизації проєктування електроніки можуть мати можливість моделювання розроблювального пристрою і дослідження його роботи до того, як він буде втілений в апаратуру.

## Програми
| Програма           | UNIX/Linux | Mac Os X | MS Windows 32 | MS Windows 64 | Примітки                           |
| ------------------ | ---------- | -------- | ------------- | ------------- | ---------------------------------- |
| Active-HDL         |            |          |               |               |                                    |
| Allegro PCB Router |            |          | Пропрієтарна  |               |                                    |
| Altium Designer    |            |          |               |               |                                    |
| CADSTAR            |            |          |               |               |                                    |
| DipTrace           |            |          |               |               |                                    |
| EAGLE              | Вільна     | Вільна   | Вільна        |               |                                    |
| Electric           | Вільна     | Вільна   | Вільна        |               |                                    |
| Fritzing           |            |          |               |               |                                    |
| gEDA               |            |          |               |               |                                    |
| GNU CAP            |            |          |               |               |                                    |
| KiCad              |            |          |               |               |                                    |
| Logisim            | Вільна     | Вільна   | Вільна        |               |                                    |
| Micro-Cap          |            |          | Пропрієтарна  | Пропрієтарна  | доступна демо-версія з обмеженнями |
| ModelSim           |            |          |               |               |                                    |
| Ngspice            | Вільна     |          | Вільна        |               |                                    |
| OrCAD              |            |          |               |               |                                    |
| Proteus Design     |            |          |               |               |                                    |
| P-CAD              |            |          |               |               |                                    |
| Qucs               |            |          |               |               |                                    |
| SaberRD            |            |          |               |               | доступна демо-версія з обмеженнями |
| Specctra           |            |          | Пропрієтарна  |               |                                    |
| SPICE              |            |          |               |               |                                    |
| TopoR              |            |          |               |               |                                    |